# Estela dels Desterrats
L’Estela dels Desterrats, també coneguda com a Estela de Maunier, és una inscripció monumental egípcia del Tercer Període Intermedi, descoberta a la ciutat de Tebes (actual Luxor), a l’antic recinte de Karnak, i datada aproximadament cap al 1064 aC. Es tracta d’una peça de gran valor històric, ja que aporta informació rellevant per a la reconstrucció política i religiosa de les dinasties XXI i XXII de l’antic Egipte.

## Descobriment i localització
L’estela fou descoberta l’any 1860 al complex de temples de Karnak, l’antiga ciutat sagrada d’Amó. El descobriment el va dur a terme el vicecònsol francès Henri Maunier, qui posteriorment, l’any 1884, la va traslladar a París. Actualment, es conserva al Museu del Louvre dins del Departament d’Antiguitats Egípcies, sota la referència C256.
Durant la seva extracció, l’estela va patir greus danys a causa d’un intent de desmuntatge amb mitjans mecànics poc adequats per a una peça arqueològica, la qual cosa va comprometre en part l’estat de conservació de la inscripció.

## Característiques
L’estela està realitzada en diorita fosca, una roca molt apreciada en l’antiguitat egípcia per a la realització de monuments i estàtues. Té unes dimensions de 127 cm d’altura per 82 cm d’amplada.
La part superior mostra una representació del gran sacerdot Menkheperra, agenollat en actitud d’oració davant el déu Amó, identificable per la seva corona de dues plomes. La resta de la superfície està coberta amb un text jeroglífic, gravat en buit (huecogravat), tècnica habitual en aquest tipus d’inscripcions oficials.
L’estela es data cap a l’any 1064 aC, durant el Tercer Període Intermedi d’Egipte, concretament durant el govern de Menkheperra, gran sacerdot d’Amó i figura clau en l’administració tebana d’aquest període. Aquestes dècades foren especialment convulses pel que fa a l’equilibri de poder entre el nord i el sud del país, amb Tebes mantenint una notable autonomia sota el lideratge dels grans sacerdots d’Amó.

## Contingut
El text de l’estela narra uns esdeveniments ocorreguts a Tebes durant l’any 25 del regnat d’un faraó no especificat (segurament referint-se a la titulatura sacerdotal de Menkheperra). Mentre aquest havia viatjat cap al nord d’Egipte per motius oficials, es produí una revolta a la ciutat a causa de la vacant en el càrrec de gran sacerdot d’Amó.
Un grup de tebans opositors a l’autoritat de Menkheperra va intentar ocupar el poder religiós i polític a la regió. En assabentar-se dels fets, Menkheperra retornà a Tebes i sufocà la revolta. Com a represàlia, els líders de la rebel·lió van ser desterrats a un oasi del desert, apartats així de la vida política i religiosa de Tebes.
El relat conclou informant que, temps després, els desterrats van ser perdonats gràcies a un oracle emès pel déu Amó, que permeté el seu retorn i la seva reconciliació amb l’autoritat sacerdotal. Aquest episodi reflecteix el poder que exercien els oracles i la divinitat d’Amó en la política tebana d’aquest període.
L’Estela dels Desterrats és una font essencial per a l’estudi de la història del Tercer Període Intermedi, especialment pel que fa a la situació política a Tebes i a la influència dels grans sacerdots d’Amó. Documenta els conflictes interns dins la jerarquia religiosa i la capacitat de Menkheperra per mantenir el control sobre la ciutat i garantir l’ordre religiós.
A més, la narració d’una consulta oracular per a decidir el destí dels revoltats ofereix una valuosa informació sobre els mecanismes de legitimitat i autoritat religiosa en el poder polític tebà. Així mateix, ajuda a reconstruir les xarxes de poder, l’organització política i els rituals religiosos de la Tebes del segle XI aC.

## Conservació i estudis
Malgrat el seu estat fragmentari a causa dels danys soferts durant la seva extracció, l’estela conserva gran part de la inscripció i ha estat objecte de diverses publicacions i estudis des del segle xix. Ha estat inclosa en nombrosos corpus epigràfics del Tercer Període Intermedi, i continua sent una peça clau en les recerques sobre la cronologia i els esdeveniments d’aquest període.